# Kirsten Gillibrand
Kirsten Elizabeth Rutnik Gillibrand, född 9 december 1966 i Albany, New York, är en amerikansk demokratisk politiker. Hon representerar delstaten New York i USA:s senat sedan januari 2009. Hon representerade New Yorks 20:e distrikt i USA:s representanthus 2007–2009.

## Utbildning
Kirsten Gillibrand avlade 1988 grundexamen vid Dartmouth College och 1991 juristexamen vid University of California, Los Angeles.

## Politisk karriär
Gillibrand besegrade sittande kongressledamoten John E. Sweeney i kongressvalet i USA 2006. Senator Hillary Clinton avgick 2009 för att tillträda som utrikesminister. Guvernör David Paterson utnämnde Gillibrand till senaten.
I representanthuset var hon känd som en centrist. OnTheIssues.org betygsatte Gillibrand som en "stenhård liberal" under 2009. GovTrack rankade Gillibrand som den femte mest liberala medlemmen i senaten enligt 2015–2017 års röstningsbedömning.

## Presidentkampanj år 2020
Gillibrand meddelade i januari 2019 att hon bildar en sonderingskommitté för att kandidera till president år 2020. Den 17 mars 2019 släppte Gillibrand en video för att officiellt meddela sin presidentkandidatur. Den 28 augusti 2019 avbröt hon sin presidentkampanj.

## Privatliv
Gillibrand träffade sin make Jonathan Gillibrand på en blinddejt. De gifte sig i Manhattan år 2001. Paret har två söner.